# هایک گئورگیان (بازیکن فوتبال)
هایک اسپارتاکی گئورگیان (ارمنی: Հայկ Սպարտակի Գեւորգյան؛ ۴ اکتبر ۱۹۷۶) بازیکن فوتبال در پست مدافع اهل ارمنستان است.

## باشگاهی
از باشگاه‌هایی که در آن بازی کرده‌است می‌توان به باشگاه فوتبال پیونیک، باشگاه فوتبال اسپارتاک ایروان، باشگاه فوتبال هونتمن ایروان، باشگاه فوتبال زسکا ایروان، باشگاه فوتبال هومنتمن بیروت، باشگاه فوتبال زوارتنوتس-ای‌ای‌ال اشاره کرد.

## تیم ملی
وی همچنین در تیم ملی فوتبال ارمنستان بازی کرده‌است. گئورگیان نخستین بازی ملی خود را در چهارچوب مرحله مقدماتی جام جهانی فوتبال ۱۹۹۸ (اروپا - گروه ۹) در تاریخ ۲۰ اوت ۱۹۹۷ در ستوبال در مقابل پرتغال انجام داده‌است.